# Sven Reile
Sven Reile (* 2. September 1967 in Braunschweig) ist ein deutscher Maler. Er lebt und arbeitet in Berlin.

## Biographie
Sven Reile wurde 1967 in Braunschweig geboren. Von 1994 bis 2001 studierte er Psychologie und Kunstgeschichte an der Friedrich-Schiller-Universität in Jena. Abschluss mit Diplom in Psychologie.

## Werk
Seit 2009 konzentriert sich Reiles Werk überwiegend auf den Weltraum als Inspirationsquelle und Projektionsfläche für menschliche Sehnsüchte und Aufbruchsvisionen. Seither sind drei Zyklen entstanden: Phobos (2009–2013), Asteroiden (2012–2016) und Apollo (seit 2013).

## Ausstellungen
- 2016/2017: Auriga-Galerie Rostock – Kubrick’s House Part II
- 2016: Städtische Galerie Pforzheim – Himmelskörper
- 2015/2016: Altana Kulturstiftung – Museum Sinclair-Haus – Himmelwärts
- 2014/2015: Bundeskunsthalle – Outer Space / Faszination Weltraum
- 2014: Kunstverein Salzgitter – Mars Attacks
- 2013: Kunstverein Ulm – Mixed Signals Part II